# Putkowice Nagórne
Putkowice Nagórne – wieś w Polsce położona w województwie podlaskim, w powiecie siemiatyckim, w gminie Drohiczyn.
W czasach II Rzeczypospolitej wieś należała (do 1934) do gminy Narojki.
W latach 1975–1998 miejscowość administracyjnie należała do województwa białostockiego.
Według Powszechnego Spisu Ludności z 1921 roku wieś zamieszkiwało 131 osób, wśród których 126 było wyznania rzymskokatolickiego, 2 prawosławnego a 3 mojżeszowego. Jednocześnie 128 mieszkańców zadeklarowało polską przynależność narodową, a 3 żydowską. Było tu 27 budynków mieszkalnych.
Wierni kościoła rzymskokatolickiego należą do parafii św. Rocha w Miłkowicach-Maćkach.

## Historia
18 marca 1948 ekspedycja karna II brygady KBW aresztowała we wsi Edwarda Rostkowskiego "Wiewiórkę" żołnierza AKO, którego następnie sąd komunistyczny skazał na 7 lat więzienia za działalność na rzecz niepodległości Polski.